# Torneo de Stanford 2015
El Bank of the West Classic 2015 es un torneo de tenis profesional que se juega en canchas duras. Es la 44.ª edición del torneo que forma parte de los torneos Premier de la WTA Tour 2015 y forma parte del conjunto de torneos del US Open Series 2015. Se llevará a cabo en Stanford, Estados Unidos entre el 3 agosto y el 9 de agosto de 2015.

## Cabeza de serie

### Individual femenino
| Tenista              | Ranking | Preclasificada |
| Caroline Wozniacki   | 5       | 1              |
| Agnieszka Radwańska  | 7       | 2              |
| Carla Suárez Navarro | 10      | 3              |
| Karolína Plíšková    | 12      | 4              |
| Angelique Kerber     | 13      | 5              |
| Andrea Petkovic      | 16      | 6              |
| Madison Keys         | 18      | 7              |
| Elina Svitolina      | 20      | 8              |

### Dobles femenino
| Tenista                                        | Ranking | Preclasificada |
| Chan Hao-ching Chan Yung-jan                   | 55      | 1              |
| Anabel Medina Garrigues Arantxa Parra Santonja | 66      | 2              |
| Gabriela Dabrowski Alicja Rosolska             | 84      | 3              |
| Raquel Kops-Jones María Sánchez                | 94      | 4              |

## Campeones

### Individual Femenino
Angelique Kerber venció a  Karolína Plíšková por 6-3, 5-7, 6-4

### Dobles Femenino
Xu Yifan /  Zheng Saisai vencieron a  Anabel Medina Garrigues /  Arantxa Parra Santonja por 6-1, 6-3